# Софроній V Єрусалимський
Софроній — патріарх Єрусалимський, а потім патріарх Константинопольський наприкінці XVIII століття.

## Біографічні дані
Він народився в Кілісі в православній арабській родині з Алеппо, Сирія. Він виріс в арабсько-турецькому середовищі, а його батька звали Іса. З 1733 по 1735 брав участь у зборі грошей для церкви в Адані та Антіохії, а до 1739 року переїхав до Дамаска.
У 1740 році був висвячений на священника в Єрусалимі. У 1741 році був обраний єпископом Акри, а в 1752 році — Алеппо. У тому ж році він вийшов на пенсію і переїхав до Стамбула. Він також служив митрополитом Птолемаїди (Єрусалимський патріархат). У 1766 році його попросили зайняти престол Антіохійського патріарха, але він відмовився. У той час францисканці знову намагалися за підтримки дипломатів католицьких сил повернути собі святі місця, які раніше були закріплені за православною церквою в Єрусалимі. Софроній, як митрополит Птолемаїдський і екзарх Патріарха, зумів завоювати прихильність Сейхул-Іслама, глави османського судочинства, і підтвердити привілеї православних указом султана Мустафи III.
У 1771 році був обраний патріархом Єрусалимським як Софроній V. Під час його Патріархату в Єрусалимі закінчилася російсько-турецька війна і був підписаний Кючук-Кайнарджійський договір (1774 р.), за яким Росія взяла на себе роль захисниці християн Близького Сходу.
У 1775 році був обраний Константинопольським патріархом як Софроній II. У його часи Синод у Константинополі засудив Колливадів. Він був освіченим і аскетичним Патріархом і особливо цікавився освітою та фінансами Патріархатів, яким служив. У травні 1775 року він створив комітет, який складався з 4 первосвященників і 16 або 18 мирян для вирішення питань Патріархату, переважно фінансових.
Помер 19 жовтня 1780 року і був похований у подвір’ї Святого Храму Безтілесного (Памегістон Таксіархон) у Мега Реума.